# Timimus
Timimus („naśladowca Tima”; nazwa pochodzi od imienia syna odkrywców, Thomasa Richa i Patricii Vickers-Rich) – rodzaj teropoda z kladu celurozaurów, żyjący we wczesnej kredzie (alb) na obszarze dzisiejszej Australii. Rodzaj obejmuje jeden gatunek, T. hermani.
Opisany na podstawie znalezionych na terenie odkrywki „Dinosaur Cove” w stanie Wiktoria dwóch kości udowych, z których jedna (okaz holotypowy, NMV P186303) należała do osobnika dorosłego, a druga (NMV P186323) do mniejszego, być może młodego osobnika. Jego pozycja filogenetyczna jest niepewna. Autorzy jego opisu uznali go za ornitomimozaura; Agnolin i współpracownicy (2010) uznali go za przedstawiciela Paraves o niepewnej pozycji systematycznej, przy czym ich zdaniem najprawdopodobniej był on dromeozaurem z podrodziny Unenlagiinae. Benson i współpracownicy (2012) po zbadaniu okazu NMV P186303 zaliczyli Timimus do celurozaurów, ale wykluczyli jego przynależność do maniraptorów, nie znaleźli też podstaw do zaliczenia go do ornitomimozaurów. Ich zdaniem budowa NMV P186303 wskazuje, że T. hermani najprawdopodobniej był przedstawicielem grupy Tyrannosauroidea nienależącym do najmniejszego kladu obejmującego rodzaj Xiongguanlong i rodzinę Tyrannosauridae. Zdaniem autorów możliwe jest, że opisana w 2010 r. kość łonowa NMV P186046 również należy do przedstawiciela gatunku T. hermani. Autorzy wątpili natomiast, czy istotnie do przedstawiciela tego gatunku należała kość NMV P186323; ich zdaniem nawet jeśli kość ta należała do osobnika młodego, to między nią a NMV P186303 występują różnice, których raczej nie można wyjaśnić zmianami zachodzącymi w budowie kości w czasie dorastania, co sugeruje, że należą one do teropodów z różnych gatunków. Benson i współpracownicy podejrzewają, że NMV P186323 mogła należeć do teropoda z grupy maniraptorów.
Wykonana w 1998 przez Anusuya Chinsamy analiza kości wykazała, że dinozaur ten mógł w czasie chłodniejszej części roku zapadać w sen zimowy.